# Златен медал „Ломоносов“
Златният медал „Ломоносов“ (на руски: Большая золотая медаль имени М. В. Ломоносова), наречен на големия руски учен и енциклопедист Михаил Ломоносов, се дава всяка година от 1959 г. за изключителни постижения в естествените и хуманитарните науки от АН на СССР и по-късно от Руската академия на науките. От 1967 г. наградата се присъжда ежегодно на един руски и един чуждестранен учен.

## Наградени учени
През годините наградата получават редица утвърдени руски (съветски) учени и чуждестранни учени.. През 1974 г. медала е даден на българския учен Ангел Балевски.
- 1959 Пьотър Капица, физика на ниските температури
- 1961 Александър Несмеянов, химия
- 1963 Шиничиро Томонага и Хидеки Юкава, физика
- 1965 Хауърд Флори, медицина
- 1965 Николай Белов, кристалография
- 1967 Игор Там и Сесил Франк Поуел, физика
- 1968 Владимир Енгелхард и Иштван Русняк, медицина
- 1969 Николай Семьонов и Джулио Ната, химия
- 1970 Иван Виноградов и Арно Денжоа, математика
- 1971 Виктор Амбарцумян и Ханес Алфвен, плазмена физика и астрофизика
- 1972 Николоз Мусхелишвили, математик и механик и Макс Штеенбек, приложна физика
- 1973 Александър Виноградов и Владимир Зоубек, геология
- 1974 Александър Целиков и Ангел Балевски, металургия
- 1975 Мсистислав Келдиш и Морис Руа, математик и механик
- 1976 Семьон Волфкович и Херман Кларе, химия
- 1977 Михаил Лаврентиев математик и механик и Лайнъс Полинг, биохимия
- 1978 Анатоли Александров, ядрена физика и Александър Тод, органична химия
- 1979 Александър Опарин, биохимия и Бела Сьокефалви-Над, математика
- 1980 Борис Патон, металургия и Ярослав Кожешник, математика и механика